# Мінський замок
Мінський замок — колишня оборонна споруда в Мінську, збудована на правому березі річки Свіслоч, біля впадіння в річку Немігу. Пізніше, місце, яке було оточене стінами замку, отримало назву Замчище.
Останні фортечні укріплення зруйновано на початку XIX століття. У 1950 року було скопано замковий насип, а ґрунт вивезено за межі міста. Донині збереглися залишки культурного шару.

## Історія

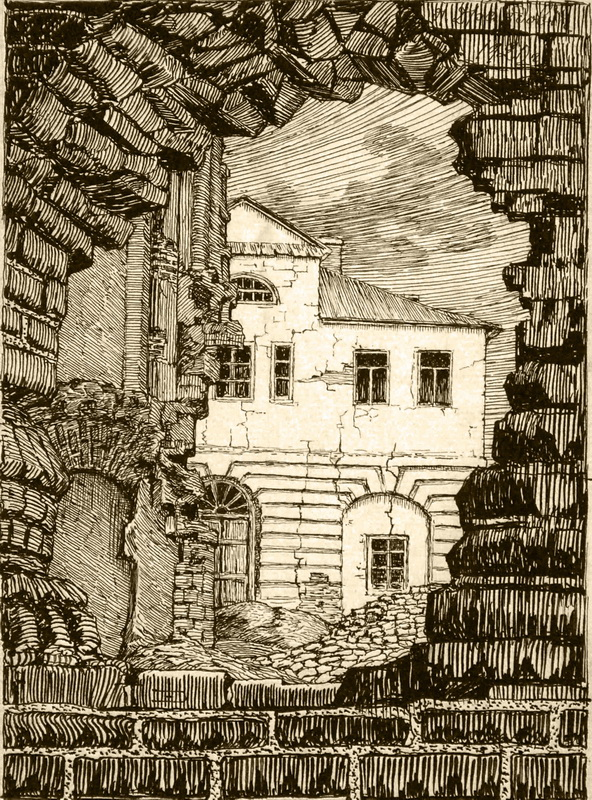
Руїни на Мінському замчищі, малюнок Й. Дроздовича

Дитинець у Мінську побудовано в XI столітті. В XII—XIII століттях у замку було 80-82 дворів і 400—500 жителів.

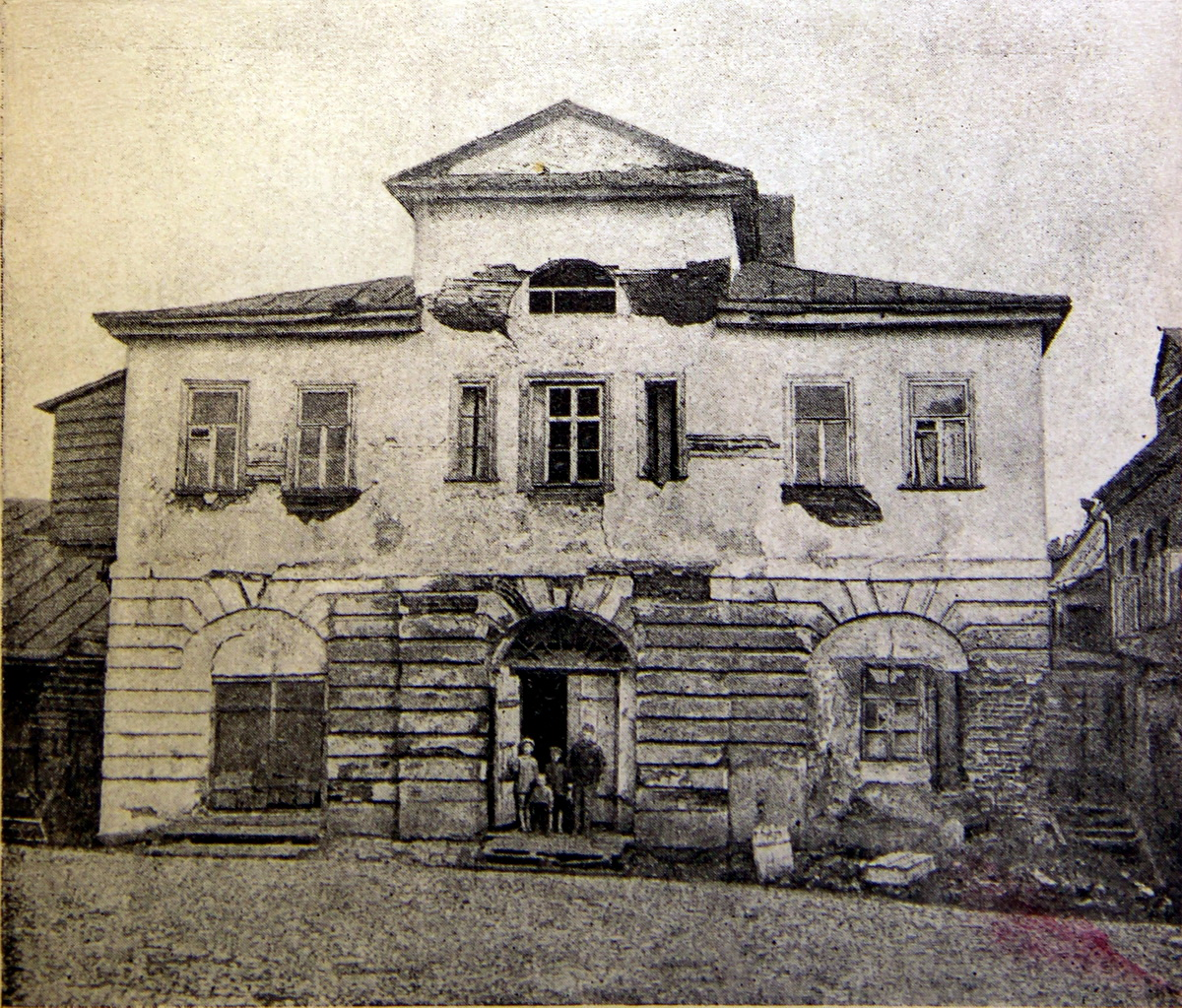
Стара будівля міського суду, світлина початку XX століття

Дерев'яні укріплення неодноразово горіли (1505, 1547, 1552, 1569 тощо), але відбудовувались. Наприкінці XV — на початку XVI століття замок мав значну кількість гармат і штаб артилеристів.
Починаючи від 1581 року, в Мінському замку раз на два роки протягом 20 тижнів проходили засідання Трибуналу. До середини XVII століття замок служив резиденцією заступника великого князя (старости) і був одним із громадських місць міста. На території замку (в одній з веж), була в'язниця, були також будинки, церква Різдва Богородиці, склади, стайні, магазини та інші будівлі. 1612 року в будинку замкового суду був міський архів.
В документах XVII — XVIII століть Мінський замок згадується переважно як місце проведення сеймиків, але 1750 року в ньому все ще перебував гарнізон.
Останній спогад про замкові укріплення датується 1793 роком і міститься в люстрації, складеній до вступу Мінська до складу Російської імперії. Пізніше замкові споруди перейшли в приватну власність.

## Опис
Мінський замок був оточений високим земляним валом (до 22 метрів завширшки, пізніше — 30-32 метрів, висотою — близько 15 метрів) і оточений глибоким ровом, наповненим водою, насипні укріплення були дерев'яними. В плані замок мав форму, близьку до овалу, площею близько 3 га. Вхід у замок, прохід у валі шириною 3,4 метра, був захищений брамною вежею, про конструкцію якої тривають дискусії, яка закривалася принаймні трьома ворітьми.
Від XVII століття в замку була мурована будівля міського (замкового) суду, відома за малюнками Й. Дроздовича та старовинними фотографіями першої половини ХХ століття.